# Flora Le Pape
 (mai 2025).
Motif : Sources attestant de la notoriété ?
- Archive Wikiwix
- Bing
- Cairn
- DuckDuckGo
- E. Universalis
- Gallica
- Google
- G. Books
- G. News
- G. Scholar
- Persée
- Qwant
- (zh) Baidu
- (ru) Yandex
- (wd) trouver des œuvres sur Wikidata

| 1. | Préciser le motif de la pose du bandeau. | Précisez le motif de la pose du bandeau en utilisant la syntaxe suivante : {{admissibilité à vérifier\|date=mai 2025\|motif=remplacez ce texte par le motif}}                      |
| 2. | Informer les utilisateurs concernés.     | Pensez à avertir le créateur de l'article, par exemple, en insérant le code ci-dessous sur sa page de discussion : {{subst:avertissement admissibilité à vérifier\|Flora Le Pape}} |

Pour les articles homonymes, voir Le Pape.
Flora Le Pape, née le 9 mars 1994, est une chef cuisinière française.
Le restaurant Choko Ona, dont elle est chef avec son conjoint Clément Guillemot, a obtenu une étoile au Guide Michelin en janvier 2020. Cela fait de Flora Le Pape une des rares femmes chefs étoilées en France.

## Parcours
Elle part travailler à l'Auberge Basque (une étoile) où ils se forment à la gastronomie basque et mûrissent leur projet.
En avril 2019, Flora Le Pape ouvre Choko Ona à Espelette avec son conjoint Clément Guillemot. En janvier 2020, le restaurant décroche une étoile Michelin.